# Günter Zahn
Pour les articles homonymes, voir Zahn.
Günter Zahn, né le 23 mars 1954, est un athlète allemand, specialiste des courses de fond. Il a allumé la flamme olympique des JO de 1972.